# Anne Caseneuve
Pour les articles homonymes, voir Caseneuve (homonymie).
Anne Caseneuve, née le 12 avril 1964 à Villepinte (Seine-et-Oise) et morte le 19 novembre 2015 à Saint-Herblain (Loire-Atlantique), est une navigatrice française.

## Biographie
Née le 12 avril 1964 à Villepinte, Anne Caseneuve grandit en Afrique. Elle commence la voile à bord d'un Optimist à l'âge de cinq ans lors de vacances à l'Île-aux-Moines et effectue sa première traversée de l'Atlantique à 18 ans.
La navigatrice prend le départ de sa première Route du Rhum en 1998 qu'elle termine à la troisième position.
Elle participe en 2005 à sa première Route du Café aux côtés de son mari Christophe à bord de Acanthe Ingénierie. L'équipage est contraint à l'abandon à la suite du démâtage de leur multicoque. La navigatrice participe à l'édition suivante en embarquant avec sa fille Djamila. Le duo arrive à la troisième place à Salvador de Bahia,.
En 2010, elle prend part à sa quatrième Route du Rhum qu'elle termine à la septième position,.
En 2011, elle doit renoncer à prendre le départ de la Transat Jacques Vabre aux côtés de son fils Aubin faute de certificat de jauge pour leur multicoque Naviguez Anne Caseneuve,.
En 2014, Anne Caseneuve prend le départ d'une nouvelle Route du Rhum à bord d'Aneo dans la catégorie Rhum, qu'elle remporte après un peu plus de 17 jours de course,. Elle devient la troisième navigatrice à remporter l'une des catégories de la mythique transatlantique.
Compagne du navigateur Christophe Houdet, elle meurt d'un cancer le 19 novembre 2015 à l'âge de 51 ans.

## Palmarès
- Route du Rhum
  - 1998 : 3e en Classe 2
  - 2002: 2e en Multi50
  - 2010: 7e en Multi50
  - 2014 : 1re des Classes Rhum
- Transat Québec-Saint-Malo
  - 2000 : 3e en équipage
- Transat Jacques-Vabre
  - 2003: 14e
  - 2007 : 3e en double